# Флаг Юго-Западного административного округа
Флаг Ю́го-За́падного администрати́вного о́круга города Москвы Российской Федерации.
Флаг утверждён 13 июля 2001 года и внесён в Геральдический реестр города Москвы с присвоением регистрационного номера ?.

## Описание
«Флаг Юго-Западного административного округа города Москвы представляет собой прямоугольное полотнище с соотношением ширины к длине как 2:3.
Полотнище диагонально разделено на четыре части, верхняя и нижняя части — голубые, прилегающая к древку и противоположная ей части — зелёные.
В верхней части изображены три жёлтые монеты — две и одна.
В нижней части изображена жёлтая колонна, увенчанная жёлтой пылающей чашей.
В прилегающей к древку и противоположной ей части изображены опрокинутые кувшины натуральных цветов с вытекающей из них белой водой».

## Обоснование символики
Три золотые монеты в голубом поле как символ богатства указывают на нахождение на территории округа главного здания Сберегательного банка России и комплекса зданий РАО «Газпром».
Потоки белой воды, вытекающие из опрокинутых кувшинов, в зелёных полях символизируют большое количество рек, берущих своё начало на Теплостанской возвышенности, расположенной на территории округа.
Жёлтая колонна, увенчанная жёлтой пылающей чашей, в голубом поле обозначает память об утраченных загородных усадьбах знати и художественных ценностях.

## См. также

Флаги внутригородских муниципальных образований в Юго-Западном административном округе
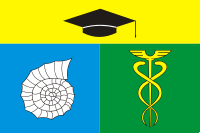
Академическое
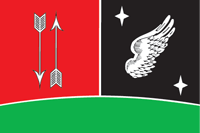
Гагаринское
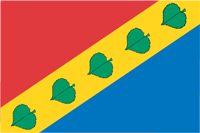
Зюзино
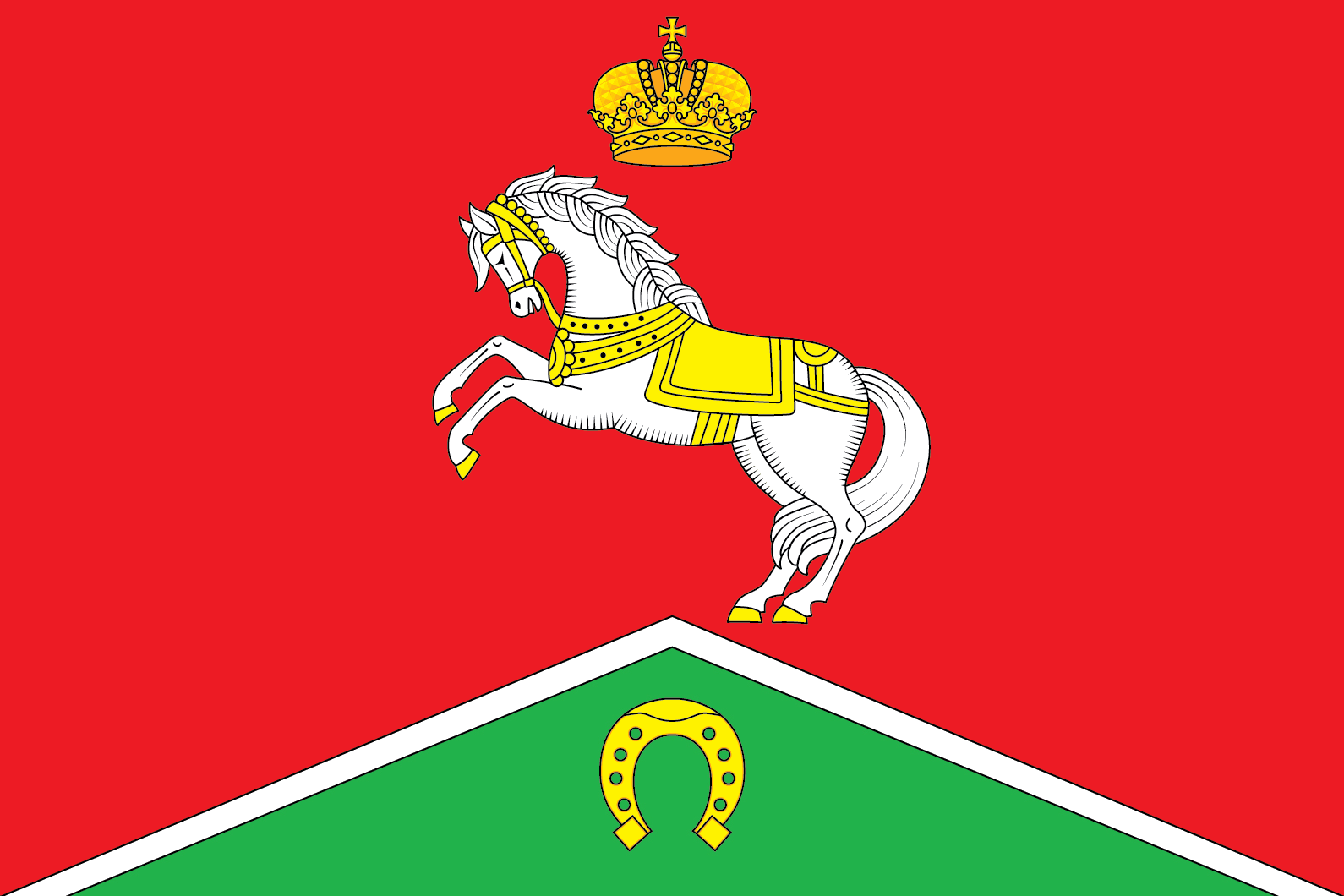
Коньково
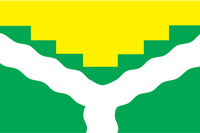
Котловка
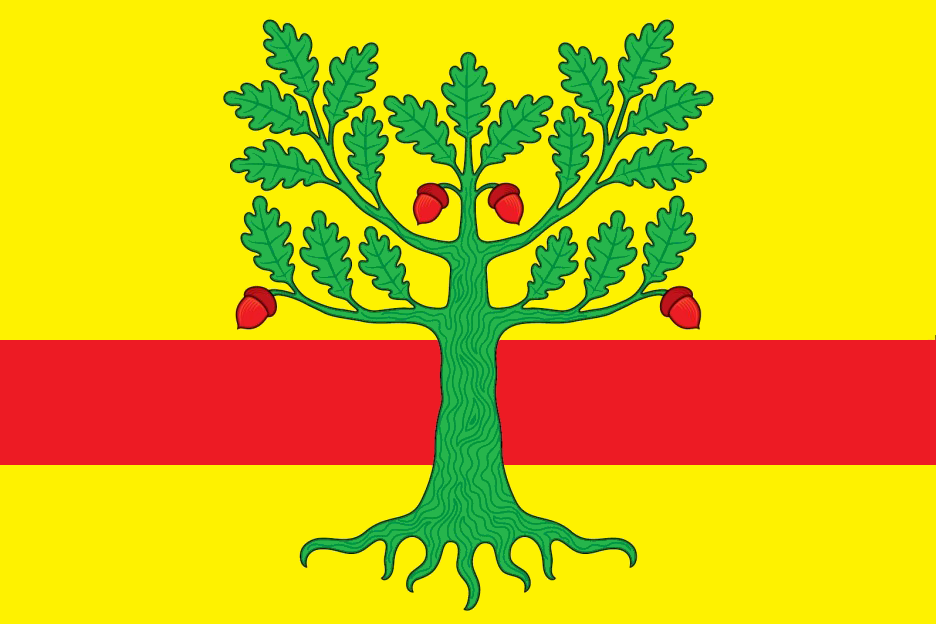
Ломоносовское
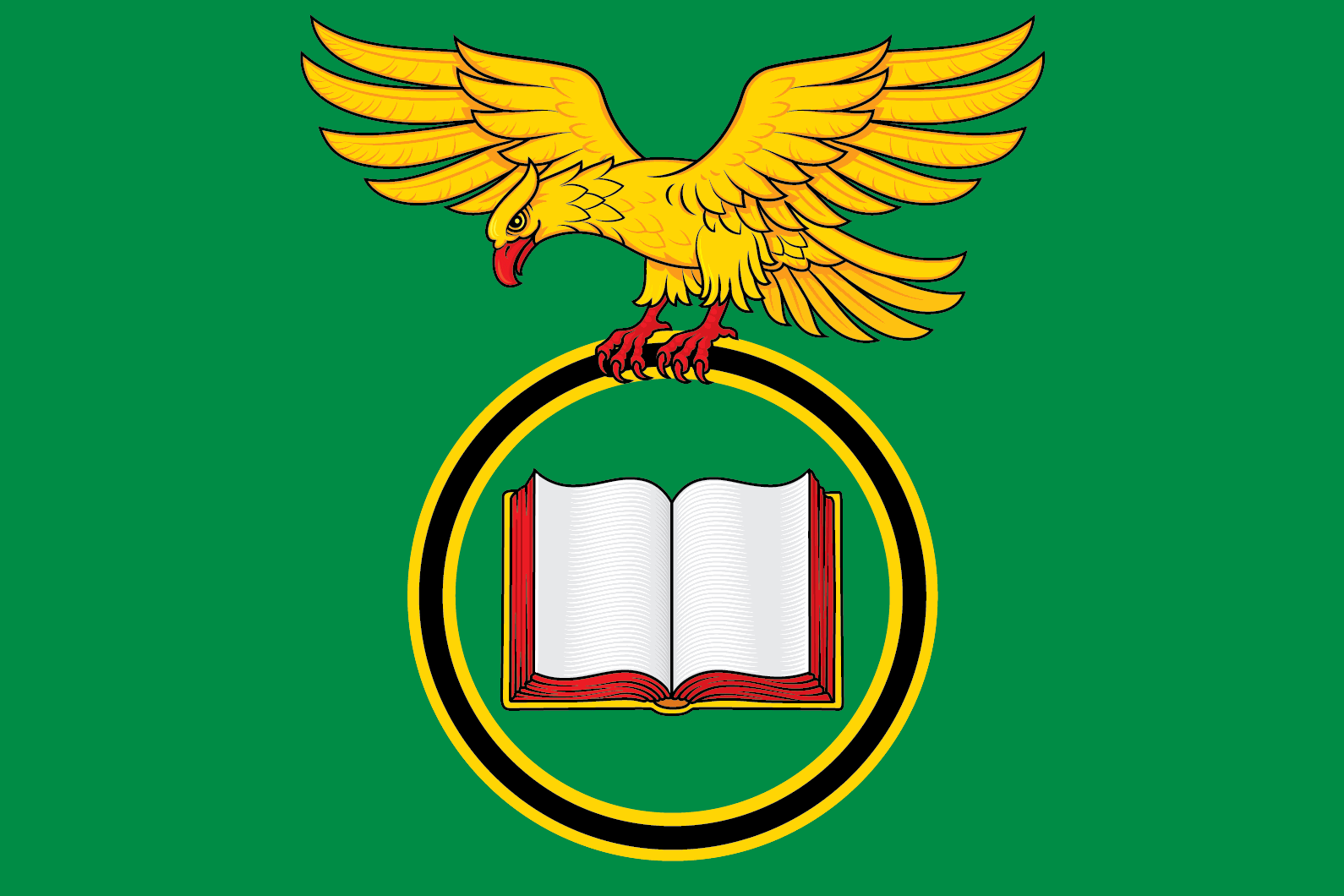
Обручевское
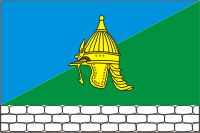
Северное Бутово
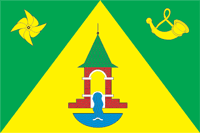
Тёплый Стан
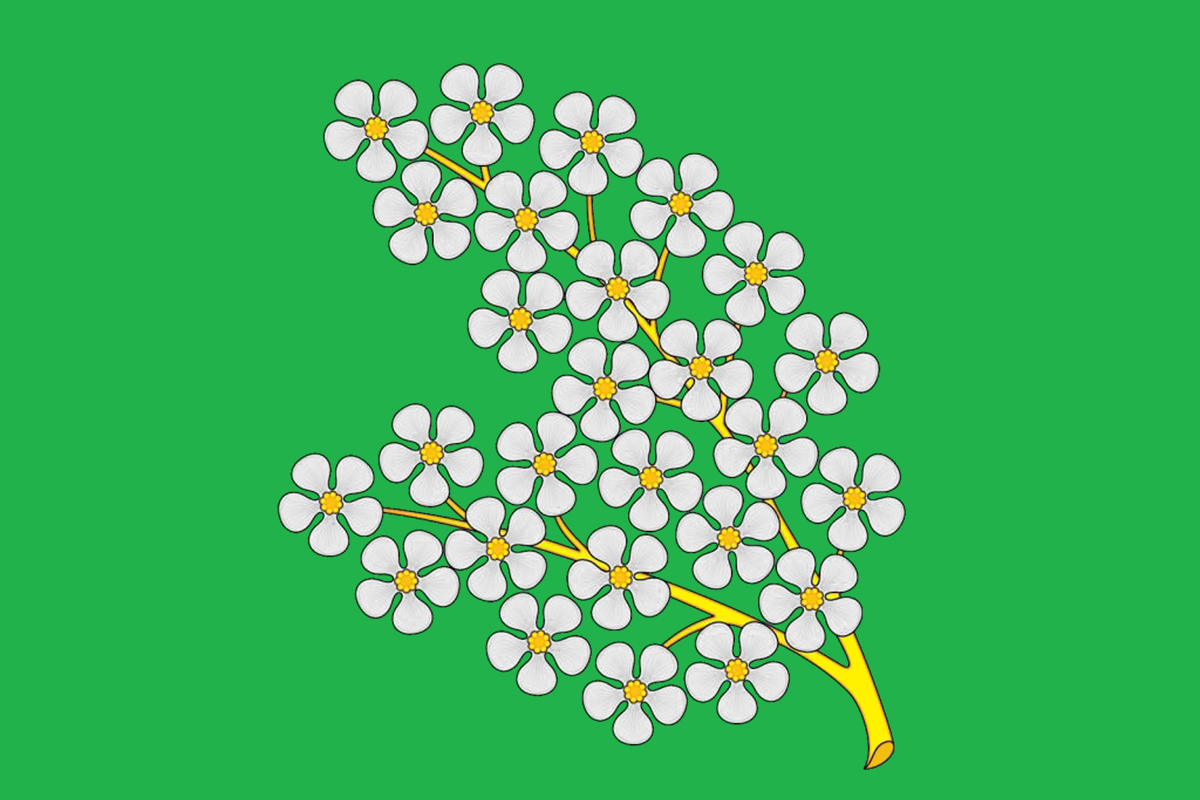
Черёмушки
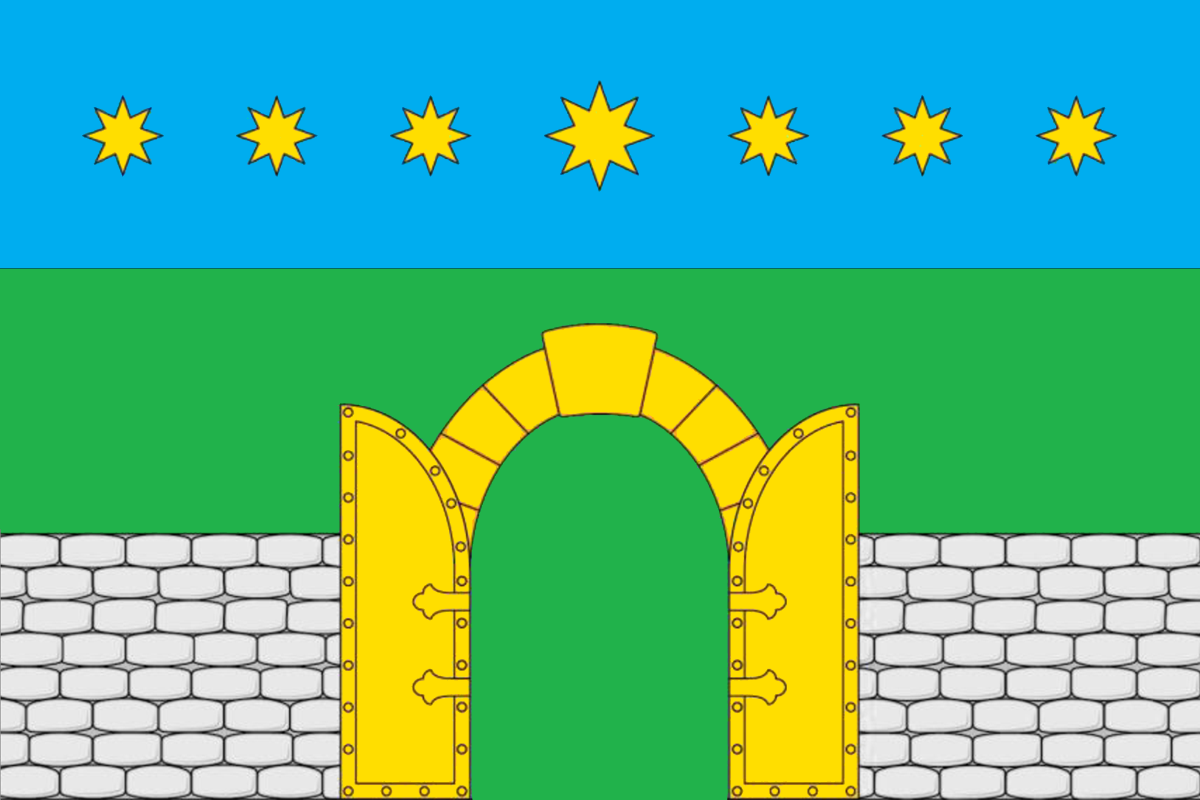
Южное Бутово
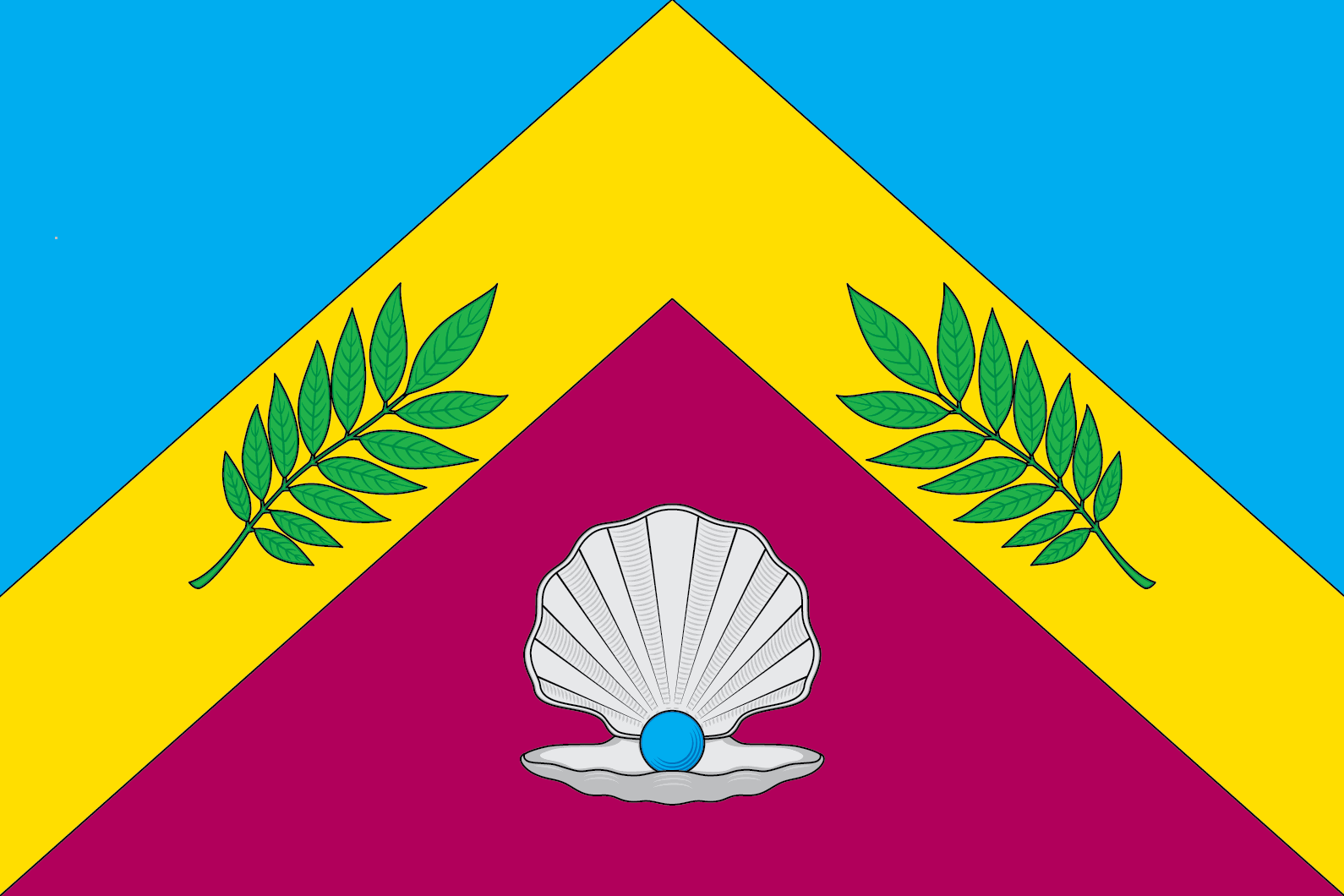
Ясенево